# 長野県道・新潟県道96号飯山妙高高原線
長野県道・新潟県道96号飯山妙高高原線（ながのけんどう・にいがたけんどう96ごう いいやまみょうこうこうげんせん）は、長野県飯山市から新潟県妙高市に至る主要地方道（長野県道・新潟県道）である。

## 概要
長野県飯山市の中心部から、中野市の上信越自動車道豊田飯山インターチェンジ、上水内郡信濃町の野尻湖東岸を経て、新潟県妙高市の旧妙高高原町に至る。
以前は長野県側は47号、新潟県側は864号だった。
飯山市内では、起点側の約580mを除き国道117号と重複しているため、実質的な起点は中野市の豊田飯山IC入口交差点となる。また、中野市と上水内郡信濃町との間で600mほど同郡飯綱町を通過するが、人家等はほぼ存在しない地域である。

### 路線データ
- 起点：長野県飯山市大字飯山（飯山駅南交差点＝長野県道38号飯山野沢温泉線交点）
- 終点：新潟県妙高市大字毛祝坂字豊橋（豊橋交差点＝国道18号・新潟県道39号妙高高原公園線交点）

## 沿革
- 1976年（昭和51年）
  - 4月1日 - 建設省（現・国土交通省）が飯山妙高高原線を主要地方道へ指定[2]。
  - 10月14日 - 長野県が飯山妙高高原線を路線認定（整理番号47）。
  - 11月1日 - 新潟県が飯山妙高高原線を路線認定（整理番号864）。
- 1993年（平成5年）5月11日 - 建設省から、主要県道飯山妙高高原線が飯山妙高高原線として主要地方道に再指定される[3]。
- 1994年（平成6年）4月2日 - 整理番号を両県で96へ統一。
- 2018年（平成30年）5月21日 - 道路の区域変更。起点が北畑交差点から飯山駅南交差点に変更となる（250.8m延伸）[4]。

## 路線状況

### 重複区間
- 国道117号（北畑南交差点 - 豊田飯山IC入口交差点）
- 長野県道504号信濃斑尾高原線（長野県上水内郡信濃町古海 地内）
- 新潟県道39号妙高高原公園線（新潟県妙高市田口付近 - 豊橋交差点、終点）

### 道路施設
- 道の駅ふるさと豊田（国道117号重複区間）

## 地理

### 通過する自治体
- 長野県
  - 飯山市
  - 中野市
  - 上水内郡
    - 飯綱町
    - 信濃町
- 新潟県
  - 妙高市

### 交差する道路

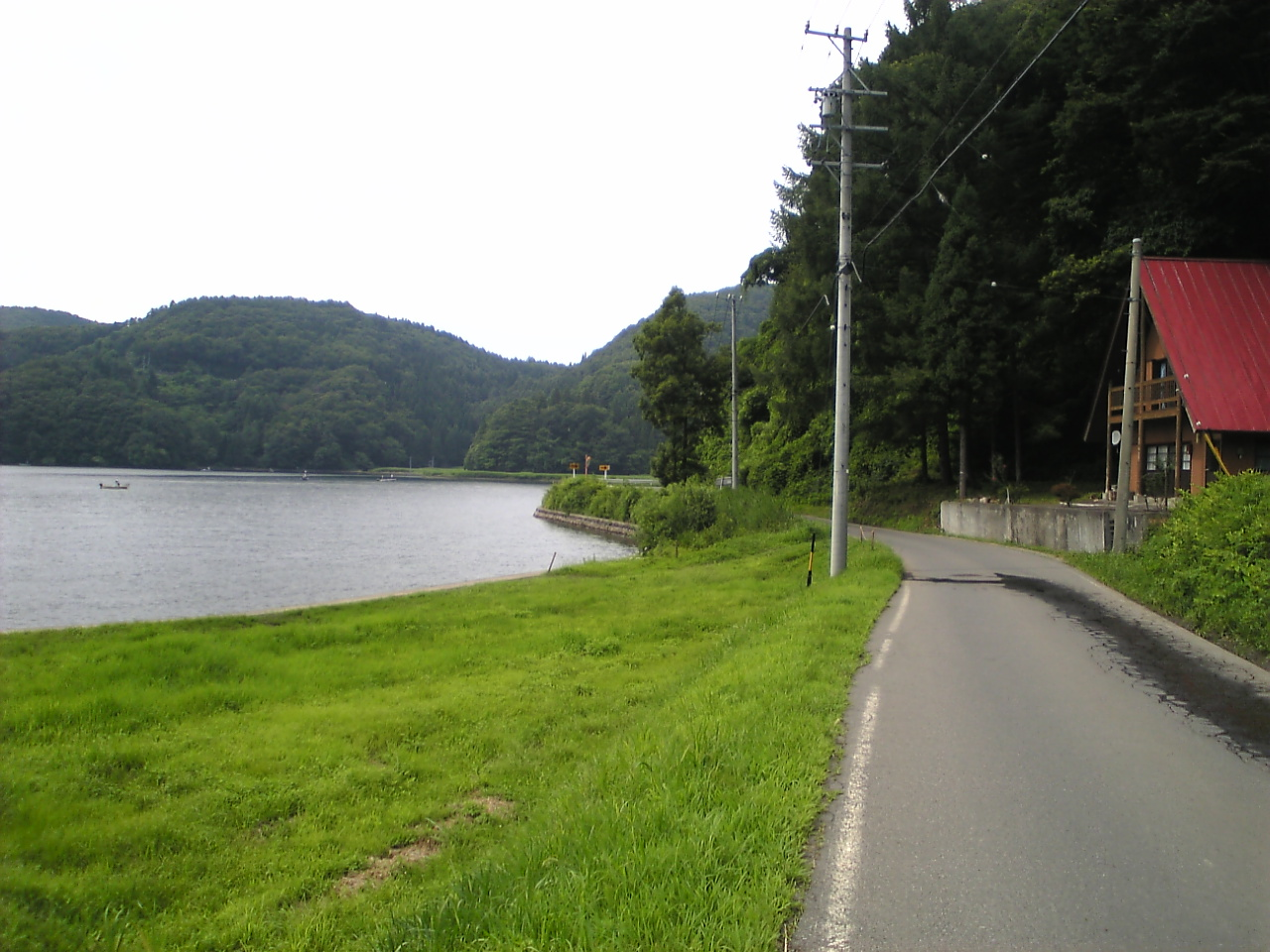
野尻湖の東岸（2010年8月）

#### 飯山市
- 飯山駅南交差点（飯山＝起点）
  - 長野県道38号飯山野沢温泉線
- 北畑南交差点（静間）
  - 国道117号 - ここから重複区間
- 伍位野交差点（静間）
  - 国道292号

#### 中野市
- 豊田飯山IC入口交差点（永江）
  - 国道117号（替佐～静間バイパス） - ここまで重複区間
  - E18上信越自動車道 豊田飯山インターチェンジ

#### 信濃町
- （荒瀬原地籍）
  - 長野県道60号長野荒瀬原線
- （富濃地籍）
  - 長野県道361号水穴古間停車場線
- （古海地籍）
  - 長野県道504号信濃斑尾高原線 - 1.2kmほど重複

#### 妙高市
- （田口地籍）
  - 新潟県道39号妙高高原公園線 - ここから終点まで重複区間
- 豊橋交差点（毛祝坂＝終点）
  - 国道18号（妙高野尻バイパス）

↓ 新潟県道39号妙高高原公園線

### 沿線の施設など
- JR飯山駅
- 飯山赤十字病院
- 長野県飯山庁舎
- 野尻湖（芙蓉湖）
- 斑尾高原
- しなの鉄道・えちごトキめき鉄道 妙高高原駅